# André L. Vignatti
André Luís Vignatti (Curitiba, 2 de agosto de 1982) é um cientista da computação brasileiro. . André é vencedor do Prêmio Jabuti Acadêmico 2025 na categoria Ciência da Computação, com o livro A Máquina da Natureza: uma perspectiva cronológica da ciência da computação teórica.